# Bernard HV-40
Il Bernard HV-40 era un idrocorsa (idrovolante da competizione) monomotore ad ala bassa realizzato dall'azienda francese Société des Avions Bernard come proposta per la partecipazione alla Coppa Schneider del 1929.

## Storia del progetto
Nell'ottobre 1928 la Francia si dotò di un proprio Ministro dell'Aviazione, Laurent-Eynac, che poté disporre di un suo budget finanziario. Una delle prime decisioni prese dal neoministro fu quella di finanziare la partecipazione di una squadra nazionale al Trofeo Schneider, che doveva tenersi l'anno successivo a Calshot, in Gran Bretagna. Vennero interpellati tre costruttori di idrovolanti: la Société des Avions Bernard (di La Courneuve), la Nieuport-Delage (di Issy-les-Moulineaux e Argenteuil) e la Blériot-SPAD (a Suresnes), e tre industrie motoristiche, Renault (Billancourt), Hispano-Suiza (Bois-Colombes) e Lorraine (Argenteuil).
Appositamente per tale scopo venne costituita una Section d'Entrainement sulla Laguna di Berre, e si decise di commissionare la realizzazione di due modelli di idrovolanti da corsa alla ditta Société des Avions Bernard, ed uno alla Nieuport-Delage. I progetti dei due aerei Bernard furono designati HV-40 ed HV-41. Il primo doveva montare un propulsore radiale Gnome-Rhône 9Kfr Mistral, mentre il secondo un propulsore in linea Hispano-Suiza 12Ns Spécial, entrambi eroganti sulla carta ben 1 000 CV. I due progetti vennero redatti dal capo progettista della ditta, l'ingegnere Georges Bruner, già autore del progetto del caccia terrestre Bernard 20. Nel maggio 1929 l'idrovolante HV-40 era pronto, ma lo sviluppo del propulsore Gnome-Rhône 9Kfr Mistral incontrò notevoli difficoltà. A causa della tragica morte del pilota collaudatore Florentin Bonnet il governo francese ritirò la partecipazione della squadra dal trofeo, che si tenne a Calshot il 7 settembre 1929.

## Tecnica
Progettato dall'ingegner Georges Bruner, il velivolo era un idrovolante a scarponi. La configurazione era la classica monoplana ad ala bassa a sbalzo, di struttura lignea, monoblocco. I due galleggianti erano costruiti in metallo, ed erano uniti alla fusoliera mediante due coppie di montanti carenati a forma di V rovesciata. Monoposto ad abitacolo aperto.
Il propulsore era un motore radiale Gnome-Rhône 9Kfr Mistral a 9 cilindri, raffreddati ad aria, eroganti la potenza di 800 CV (587 kW) al livello del mare, ed azionante un'elica bipala metallica. Una lunga carenatura davanti alla cabina di guida copriva il motore radiale, lasciando scoperte solo le teste dei cilindri per favorire il raffreddamento.

## Impiego operativo
Il motore stellare Gnome-Rhône 9Kfr Mistral non riuscì mai a raggiungere la prevista potenza di 1 000 CV, arrivando ad erogarne solamente 800. Il prototipo dell'HV-40 volò per la prima volta dalla superficie della Laguna di Berre, dove era di base la squadra francese, nel luglio 1931, al comando del capitano di corvetta Jean Amanrich. L'aereo era destinato a partecipare al Trofeo Schneider di quell'anno, che doveva tenersi a Calshot Spit, nell'Inghilterra meridionale, ma le prestazioni del velivolo ad alta velocità non furono mai soddisfacenti. L'aereo non riuscì ad oltrepassare la velocità massima di 400 km/h, e venne utilizzato solamente per pochi voli di addestramento.